# Ulieș
Ulieș là một xã thuộc hạt Harghita, România. Dân số thời điểm năm 2002 là 1273 người.